# Juan de Lugo y de Quiroga
Juan de Lugo y de Quiroga SJ (ur. 25 listopada 1583 w Madrycie, zm. 20 sierpnia 1660 w Rzymie) – hiszpański kardynał.

## Życiorys
Urodził się 25 listopada 1583 roku w Madrycie, jako syn Juana de Lugo i Teresy de Quirogy. Studiował prawo na Uniwersytecie w Salamance, a następnie wstąpił do zakonu jezuitów. W 1618 roku złożył profesję wieczystą. Po przyjęciu święceń kapłańskich, był wykładowcą między innymi w Valladolid i Salamance. 13 lipca 1643 roku został kreowany kardynałem in pectore. Jego nominacja na kardynała prezbitera została ogłoszona na konsystorzu 14 grudnia i nadano mu kościół tytularny Santo Stefano al Monte Celio. W latach 1657–1658 był kamerlingiem Kolegium Kardynałów. Zmarł 20 sierpnia 1660 roku w Rzymie.